# Fujiwara no Ariko
Fujiwara no Ariko, född 1207, död 1286, även känd som Fujiwara no Yushi och Ankimon-in, var en japansk kejsarinna, gift med kejsar Go-Horikawa.